# Wu Qunli
Wu Qunli (吳群立T, 吴群立S, Wú QúnlìP; Canton, 20 marzo 1960) è un ex calciatore cinese, di ruolo centrocampista.